# Camptocladius triseta
Camptocladius triseta är en tvåvingeart som först beskrevs av Jean-Jacques Kieffer 1924.  Camptocladius triseta ingår i släktet Camptocladius och familjen fjädermyggor. Inga underarter finns listade i Catalogue of Life.